# Pierre Chibert
Pierre Clément Joseph Chibert (ur. 16 listopada 1879 w Saint-Gilles, zm. 27 stycznia 1953 w Uccle) – belgijski hokeista na trawie na igrzyskach olimpijskich w Antwerpii 1920. Wraz z drużyną zdobył brązowy medal.